# Султан Абу-Ісхак
Султан Абу-Ісхак (*1356 — 1393) — співволодар держави Музаффаридів у 1390 і 1392 роках.

## Життєпис
Онук Мубаріз ад-Діна Мухаммеда, син Султан-Увайса. Народився 1356 року. 1374 року брав участь у заколоті батька, з яким втік після поразки до Ісфагану, а потім до Тебризу у 1375 році. 1380 року помирає батько, а 1384 року Султан Абу-Ісхак призначається володарем Сірджану. Уславився тут як непоганий адміністратор та талановитий поет.
1390 року підтримав стриєчного брата Шах Ях'ю, ставши його співправителем. Спільно вони виступили проти стрийка Султан Ахмада, правителя Керману, але 23 квітня 1390 року в битві біля Бафти союзники зазнали поразки. Невдовзі Султан Абу-Ісхак підкорився Султан Ахмаду, визнавши того владу.
1392 року уклав союз з Шах Мансуром, правителем Фарсу, спрямований проти султана Ахмада та чагатайського еміра Тимура, втім невдовзі союзники погиркалися через взаємну недовіру. 1393 року під час потужного вторгнення чагатайського війська не наважився чинити спротив, а рушив на зустріч Тимурові з висловленням покори. Незважаючи на це, між 13 та 22 травня 1393 року за рішенням еміра разом з іншими членами династії Султан Абу-Ісхака було страчено в селі Мах'яр. Його володіння було приєднано до держави Тимуридів.